# Riedheim (Markdorf)
Riedheim ist eine von zwei Ortschaften der Stadt Markdorf im baden-württembergischen Bodenseekreis.

## Geographie

### Geographische Lage
Das Dorf Riedheim liegt auf einer Höhe von rund 429 m ü. NHN im Südosten von Markdorf am Hang der linken Randhügel des Tals der Brunnisach kurz nach deren Bogen nach Süden. Das Gebiet des Stadtteils umfasst 1382 Hektar Fläche (Stand: Dezember 2014), die größtenteils nördlich des namengebenden Dorfes liegen und deren höchster Punkt der Gipfel des 754 m ü. NHN hohen, bewaldeten Gehrenbergs ist, von dem herab dem Hauptgewässer einige Bäche teils indirekt in südöstlicher bis südlicher Richtung vor seinem Bogen zulaufen. Das Tal im Südosten und Süden des Gemarkungsgebietes ist vornehmlich durch Endmoränen- und Drumlinsrücken begrenzt. Am Austritt der Brunnisach liegt auf etwa 420 m ü. NHN der tiefste Punkt der Gemarkung.

### Gliederung
Die Ortschaft Riedheim besteht aus den Dörfern Riedheim, Hepbach, Leimbach und Stadel, dem Weiler Gangenweiler und den Höfen Bergleshof, Gehrenberg, Kohlhof, Lettenhof und Michaelsberg.

## Geschichte
Archäologische Ausgrabungen zufolge entstanden wohl erste Sippensiedlungen der Alamannen auf Riedheimer Gemarkung gegen Ende des 4. Jahrhunderts. Urkundlich erscheint der Ort jedoch erst im Jahre 1327 als Riedhain („Sumpfwald“). Vermutlich wurde Riedheim wie die anderen Ortsteile erst im Hochmittelalter im Bereich von Oberteuringen angelegt. Der Ort gehörte zur Grafschaft Heiligenberg. 1461 bis 1560 verlieh Heiligenberg die Vogtei zu Riedheim an die Familie Brendlin in Markdorf.
Bei der Mediatisierung im Jahr 1806 zur Zeit Napoleons wurde das Haus Heiligenberg entmachtet, die Grafschaft Heiligenberg aufgelöst und unter Markgraf Karl Friedrich Baden angegliedert. Dabei kam auch die Gemeinde Riedheim zu Baden, unterstand aber bis 1842 direkt der Fürstlichen Fürstenbergischen Dominalverwaltung in Heiligenberg. Riedheim war ab 1813 dem Bezirksamt Meersburg zugeordnet. Es folgten 1824 das fürstenbergische Amt Heiligenberg, 1842 das Bezirksamt Meersburg und 1857 das Bezirksamt Überlingen (ab 1939 Landkreis Überlingen).
1924 wurden durch einen Erlass des badischen Innenministeriums die Sondergemarkungen Gangenweiler, Hepbach, Leimbach und Stadel aufgehoben.
Im Zuge der Gemeindereform wurde die Gemeinde Riedheim mit Wirkung zum 1. März 1972 in die Stadt Markdorf eingemeindet.

### Einwohner
Die Ortschaft Riedheim hat 1943 Einwohner (Stand: Dezember 2014).

## Religion
Riedheim gehörte im Mittelalter kirchlich zur Pfarrei Oberteuringen, seit 1660 (?) gehört es zur Pfarrei Bergheim.

## Politik

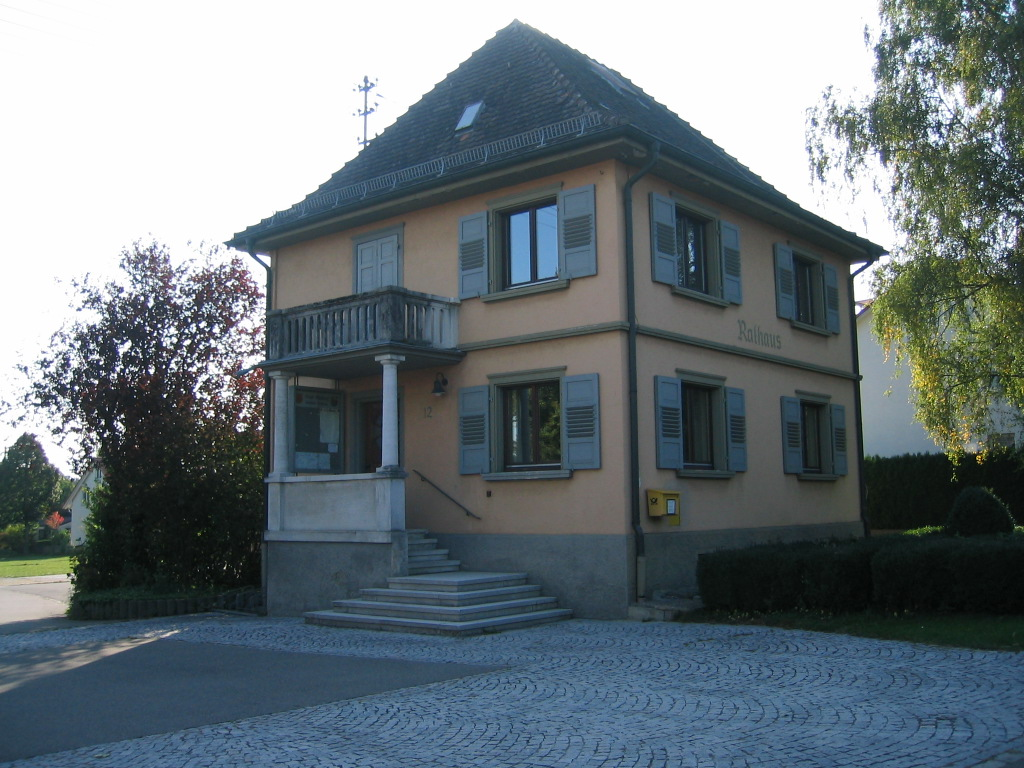
Rathaus der ehemaligen Gemeinde und heutigen Ortschaft Riedheim in Leimbach

### Ehemalige Bürgermeister
Bürgermeister der ehemaligen Gemeinde Riedheim war bis zur Gemeindereform Josef Lohr.

### Ortschaftsrat
Die Ortschaft Riedheim hat einen eigenen Ortschaftsrat, der aus sieben ehrenamtlich tätigen Ortschaftsräten inklusive eines Ortsvorstehers als Vorsitzenden besteht. Sitz der Ortsverwaltung ist das Rathaus in Leimbach. Der Ortschaftsrat, der für eine Amtszeit von fünf Jahren direkt vom Volk gewählt wird, setzt sich derzeit wie folgt zusammen:
- CDU: 3 Sitze
- FWV: 2 Sitze
- Umweltgruppe: 2 Sitze

### Ortsvorsteher
- 1979–2004: Rolf Weiß (CDU)[7]
- 2004–2007: Anton Eichenhofer (CDU)[8]
- 2007–2019: Hubert Roth (CDU)

```
 seit 2019: Bernd Brielmayer (CDU)
```

## Sehenswürdigkeiten

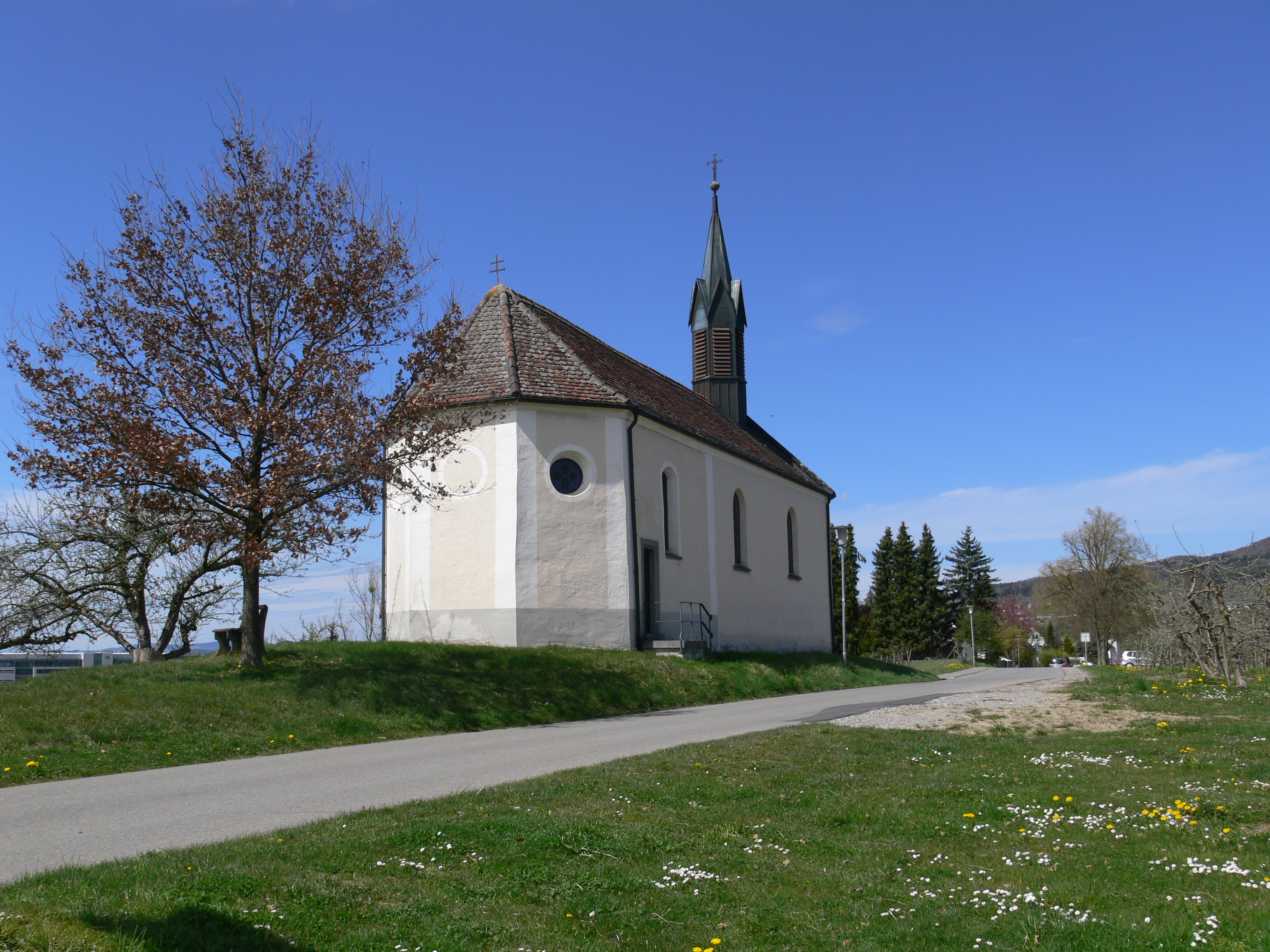
Hochkreuzkapelle zwischen Riedheim und Bergheim

- Die katholische Hochkreuzkapelle zwischen Bergheim und Riedheim ist eine der ältesten religiösen Kulturstätten des Linzgaus.[5] Der Sakralbau wurde 1688 anstelle einer älteren Kreuz- und einer Sankt-Annen-Kapelle errichtet, 1696 geweiht, 1894 erweitert und neu ausgestattet. Das Patrozinium gilt dem Heilig Kreuz und Sankt Anne.[4]

## Bildung
In Riedheim gibt es zwei Kindergärten, den kirchlichen Kindergarten St. Josef in Leimbach und den kommunalen Kindergarten in Hepbach, sowie die Grundschule Leimbach.